# ميخائيل مارشال (مغني)
ميخائيل مارشال (بالإنجليزية: Michael Marshall)‏ هو مغني أمريكي، ولد في 6 أكتوبر 1965.

## وصلات خارجية
- الموقع الرسمي
- ميخائيل مارشال على موقع ميوزك برينز (الإنجليزية)
- ميخائيل مارشال على موقع أول ميوزيك (الإنجليزية)
- ميخائيل مارشال على موقع ديسكوغز (الإنجليزية)